# 山名政之
山名 政之（やまな まさゆき、生没年不詳）は、室町時代の伯耆守護。父は山名豊之、弟に山名尚之、官職は刑部少輔。

## 経歴
政之は幼名を六郎といい、足利義政より一字を与えられ政之と名乗った。応仁元年（1467年）1月に山名持豊が京に召集した者の中に祖父・教之、父・豊之と共にその名が見える。父の豊之が文明3年（1471年）に殺害され、守護職を巡って家中が混乱する中、政之は自身の叔父で先に守護に就任していた山名元之と守護職を巡り争った。政之は惣領の山名政豊支援の下、元之ら守護家傍流とその支持勢力を美作国へ追い落とし、伯耆国内に残っていた元之党を掃討して守護職に就任した。少なくとも文明14年（1479年）頃には自身の勢力を伯耆一円に浸透させ、国内の足場を形成した。しかし、守護代を務めたことのある有力国人の南条氏などの勢力が依然として反守護の動きを見せるなど伯耆支配に不安定な要素も含んでいた。その後、政之は長享元年（1487年）11月2日に相国寺鹿苑院を訪問したのを最後に消息が途絶え、守護職は弟の尚之が継承した。系図には「落馬」とあるが没年などの詳細は不明であり、これには尚之派によって没落させられたとする説も存在する。